# Tancredi Galimberti
Tancredi Galimberti (25 de julho de 1856 - 1 de agosto de 1939) foi um político italiano durante a primeira parte do século XX. Ele serviu como Ministro das Comunicações Postais e Telegráficas no governo Zanardelli entre 1901 e 1903. Em 1929, apesar de ser abertamente ambíguo quanto à abordagem pós-democrática do líder à política, ele foi nomeado para o Senado.